# Steniini
Steniini (лат.) — триба бабочек огнёвок-травянок из подсемейства Spilomelinae (Crambidae, Pyraloidea). Известно около 250 видов в 15 родах, которые встречаются на всех континентах, кроме Антарктиды. Гусеницы, как правило, питаются детритом, в том числе на болотах и в приливно-отливной среде мангровых болот в Юго-Восточной Азии.

## Описание
Взрослые Steniini характеризуются длинными ногами, а самцы, как правило, имеют стройное длинное брюшко. В гениталиях самцов ункус с раздвоенными хаетами одинарный или двуглавый (у Loxostegopsis и Tatobotys) или полностью раздвоенный (у Metasia). Коста вальвы вогнутая или прямая, у некоторых видов слабо выпуклая. Сама вальва простая и обычно не имеет фибулы или имеет одну фибулу, исходящую из основания вальвы; у родовой группы Duponchelia в основании вальвы присутствуют две или три небольшие фибулы. Фибула и дорсодистальный саккулюс или его продолжение не перекрываются. Фаллос имеет каверну. В женских гениталиях сигнум обычно отсутствует, за исключением Bradina и Perisyntrocha, где он образует зубчатую дугу. Остиум и ductus bursae лишены какой-либо другой склеротизации; отсутствие склеротизации в corpus bursae считается синапоморфией Steniini. В родовой группе Duponchelia переднее крыло имеет жилку Rs1, стебельчатую с Rs2+3. Характерным для нескольких, но не для всех видов этой группы является наличие фовеа в переднем крыле самца на дистальном конце дискальной ячейки. На гениталиях самца дорсальный винкулум имеет пару удлиненных волосяных карандашей. Проток bursae в гениталиях самки очень короткий. У гусениц мезоторакальная сета SD2 тонкая и волосовидная. 
- Dolicharthria punctalis.jpg
- Bradina diagonalis
- Glycythyma chrysorycta
- Tatobotys depalpalis

## Кормовые растения
Гусеницы Steniini, как правило, питаются детритом. В Юго-Восточной Азии личинки родовой группы Duponchelia являются детритоядными на болотах и в приливно-отливной среде мангровых болот. Они часто связаны с зоной авиценнией мангровых лесов, которая затопляется во время приливов.

## Систематика
Около 250 видов и 15 родов. Триба включена в состав подсемейства Spilomelinae, где она рассматривается в составе клады Trichaeini+(Nomophilini+Steniini).
Триба Steniini была выделена в 1854 году французским энтомологом Ашилем Гене (1809—1880).
- Anageshna Munroe, 1956 — 1 вид[2]
- Apogeshna Munroe, 1956 (синоним Euvalva Amsel, 1956) — 3
- Bradina Lederer, 1863 (синонимы Erilita Lederer, 1863, Pleonectusa Lederer, 1863, Trematarcha Meyrick, 1886) — 87 видов
- Camptomastix Warren, 1892 — 2[5]
- Dolicharthria Stephens, 1834 (синонимы Amaurophanes Lederer, 1863 Leptarchis Meyrick, 1937, Parastenia Hartig, 1940, Epistenia Chrétien, 1911, Stenia Duponchel, 1845; misspelling Dolycharthria Stephens, 1850) — 24 вида
- Duponchelia Zeller, 1847 — 5 видов
- Epherema Snellen, 1892 — 1
- Glycythyma Turner, 1908 — 4[6]
- Hymenoptychis Zeller, 1852 (синоним Syrbatis Walker, 1863) — 4
- Loxostegopsis Dyar, 1917 (ошибочное написание Loxotegopsis Dyar, 1917) — 6 видов
- Metasia Guenée, 1854 (синонимы Clasperia Hartig, 1952, Hystrixia Hartig, 1952) — 88 видов
- Penestola Möschler, 1890 — 3
- Steniodes Snellen, 1875 (синонимы Heringiella Berg, 1898, Heringia Hedemann, 1894, Scaeocerandra Meyrick, 1936) — 9 видов
- Symmoracma Meyrick, 1894 — 1
- Tatobotys Butler, 1881 (синоним Cometura Meyrick, 1886) — 11 видов

## Распространение
Роды Anageshna, Apogeshna, Loxostegopsis, Penestola и Steniodes распространены только в Северной и Южной Америке, тогда как Bradina и Dolicharthria встречаются как в Старом, так и в Новом Свете. Остальные роды относятся к таксонам Старого Света, причем Epherema, Hymenoptychis, Symmoracma и Tatobotys встречаются преимущественно в тропиках Азии.